# 山城新伍
山城 新伍（やましろ しんご、1938年（昭和13年）11月10日 - 2009年（平成21年）8月12日）は、日本の俳優・声優・司会者・タレント。身長174cm。映画評論家・映画監督としても活動した。オフィスタッチ最終所属。本名は渡辺 安治（わたなべ やすじ）。京都市上京区出身。
元妻は花園ひろみ、娘は南夕花。

## 来歴
- 1938年11月10日（木曜日） 京都市に生まれる。京都府立山城高等学校卒業[2]。
- 1957年 東映ニューフェイス第4期生[2][3]。
- 1959年 『風小僧』第1部 疾風之介役でデビュー。同年、第2部で主演[注 1]。
- 1960年 『白馬童子』で主演し、人気を博す[2]。
- 1966年 女優の花園ひろみと結婚[2]。
- 1975年、『独占!男の時間』でバラエティに進出。
- 1976年 日清食品『どん兵衛』のCMに出演。川谷拓三との名コンビによるCMで、14年続いたロングセラーCMとして人気を博す。同年4月公開の『テキヤの石松』出演後、東映を退社、フリーになる[5]。
- 1980年『ミスターどん兵衛』で映画監督業に進出。
- 1981年 フジテレビ系「アイ・アイゲーム」で伏字を「チョメチョメ」と表現し流行語になる[3][6]。
- 1985年 花園ひろみと離婚。
- 1991年 花園ひろみと2度目の結婚。これを『新伍Niタッチ!』でゲスト出演した梅宮辰夫に発表され、更に彼から祝福のキスを受ける。
- 1999年8月 花園ひろみと2度目の離婚。その後も同居していたが、2001年以降は一人暮らし。
- 2005年 糖尿病で入院。以降はメディアなどには出演せず、事実上の引退状態となる。
- 2009年8月12日午後3時16分、誤嚥性肺炎で死去。70歳没[7]。

京都府京都市で開業医の子として生まれる。京都府立山城高等学校卒業。高校ではラグビー部に入っていた。両親と同じ道に進もうと医大への進学を考えて大阪医科大学、関西医科大学を受験したが、いずれも不合格だった。
医師の道を諦め、時代劇スターに憧れ、エキストラをやった後、東映ニューフェイス第4期に応募して、1957年に東映へ入社。同期に佐久間良子・水木襄・室田日出男・曽根晴美・花園ひろみ・山口洋子がいる。1958年に映画『台風』でデビューし、翌年にはテレビ時代劇『風小僧』で初主役となり、更には1960年にテレビ時代劇『白馬童子』で主演を務め、子供達の人気者となる。子供向けの時代劇だったものの、都会派で端整な顔立ちのスマートな青年が、忍者の様な見映えする白装束で白馬に跨る姿は、立ち回りの切れの良さもあって、大人からも人気を博した。
芸名は、一説では山城は出身高校の山城高等学校からで「いかにも京都出身らしい響き」ということで、新伍は当時大川橋蔵主演で人気があった映画シリーズ『新吾十番勝負』から採り、字画が良かったので吾を伍にした、という由来がある。
当時は映画の全盛期でテレビは黎明期であったので、映画会社はテレビを軽視し、ドラマには無名の俳優ばかりが出演していた。しかし、東映の俳優による公開野球大会が行われた時、無名若手俳優の山城が登場すると、並居る大スター以上の拍手が客席から沸き起こった。また、当時映画監督や俳優にはテレビの仕事をする監督や役者は二流だという認識があった為、嫉妬から謂れのないいじめを数知れず受けており、長年俳優として辛酸を舐める事となり映画では脇役が多かった。
1960年代に入ると黒澤明や勝新太郎の座頭市等の影のあるリアルな時代劇に人気が集まり、勧善懲悪を主軸に置いた白塗りの正義の味方が登場する東映時代劇の人気は衰退。1963年を境に東映は時代劇から現代劇へと重点を置き始めると、数多くの任侠映画等に出演する事となる。山城の本領が発揮し始めるのは岡田茂東映プロデューサーが"不良性感度路線"を敷いてからで、1968年より始まった「不良番長シリーズ」では軟派な役柄を演じると共に、東映ポルノにも精力的に顔を出し続け、そんな頃、監督の深作欣二と交友を深め、二枚目からアクが強い個性派のイメージチェンジへ変えて、1973年の『仁義なき戦い』を始めとした東映実録路線で再び頭角を現す様になった。そのジャンルを選ばぬ姿勢を評して「ミスター・プログラムピクチャー」と呼ばれた。
山城のトルコ風呂（ソープランド）通いは度を超すもので、「トルコ風呂に賭ける情熱を演技の方に向ければ、大変な名優になっていたのに」と後悔している。東映退社は1975年の『怪猫トルコ風呂』がきっかけだが、1976年4月公開の『テキヤの石松』出演後、長年在籍した東映を退社しフリーとなる。山城は「東映には愛着はありますが、ボクを受け入れてくれる要素が少なくなってきた。思い切ってフリーになって、新規巻返したい」などと話した。
1970年代から活躍の舞台をテレビに移し、2時間ドラマでは主演作を多く持つ傍ら、バラエティ番組でも個性を発揮し、司会やパネリストとして活躍。作家の小林信彦から、その司会ぶりを「日本人離れした話術」と賞賛された。
バラエティ進出のキッカケとなったのは、まだ二枚目スターのイメージが強かった70年代前半に、毎日放送制作のバラエティ番組『スター漫才選手権』にゲスト出演した事が挙げられる。スターとお笑い芸人が漫才を披露するという内容で、山城はかつて同じ東映時代劇で悪役を演じていたチャンバラトリオの南方英二と組んで下ネタのギャグを飛ばす等イメージとかけ離れた話芸で多くのファンをびっくりさせた。元祖ちょいわるおやじと言うべき、二枚目だが口の上手いエッチなおじさんと言うキャラクターはこの時始まったのである。山城考案による名フレーズ「××（チョメチョメ）」は、今日でも言葉として定着している。
1970年代初期、3年ほど干されていた時期がある。吉田豪によるインタビューによると「海外で銃を買って帰った為」だという。
東映では若山富三郎に気に入られ、その影響を受けて、俳優仲間、特に映画『仁義なき戦い』での共演者を中心に面倒見のいい所があり、安岡力也などを弟分にするなど仲間達のバラエティ進出をフォローしていた。若山については、その役者馬鹿ぶりを『おこりんぼさびしんぼ』という著書にまとめて一部で評判を呼んだ。
映画への想いが熱く、映画評論、映画監督もこなしている。監督としては、1980年『ミスターどん兵衛』を皮切りに、日活ロマンポルノのヒット作『女猫』（めねこ）、『双子座の女』の他、『やくざ道入門』、『本日またまた休診なり』、『梁山泊 ファミリー』といった作品を手掛けた。自身がファンだった清純派女優・早乙女愛を口説き落として自らが監督を務める『女猫』に出演させ、同作品は日活ロマンポルノの歴代売上第3位になるというヒットを記録した。
1989年には千葉真一、松方弘樹、北大路欣也、梅宮辰夫、渡瀬恒彦と"トムソーヤ企画"を立ち上げ、第一回製作作品で『せんせい』を発表するが、興行的に失敗となり、その損失を埋めるべく渡瀬以外のメンバー5人で出演したのが、「バブルスター」のCMであった。
映画評論では、1979年10月から2002年3月までサンテレビで放送された『火曜洋画劇場』で司会を務め、歯に衣着せぬ映画愛にあふれる言葉で映画の批評を行なっていた。東京12チャンネルの『木曜洋画劇場』でも映画解説者を務めたが、1977年の『独占!男の時間』最終回で東京12チャンネル批判をした事が災いし、早期で降板となった。また当時東京に進出したばかりの笑福亭鶴瓶が番組ディレクターの傲慢な態度に立腹し、同局の社長であった中川順が飼っていた錦鯉を踏み殺すという暴挙に出て、同局を出入り禁止になった彼を庇った事も一因といわれる。
1990年代まではテレビ番組の司会やクイズ番組のパネラーとして活躍し、『クイズ世界はSHOW by ショーバイ!!』で共演した逸見政孝とは、同じ関西出身である事や番組出演がきっかけで親友となり、彼の葬儀では「春になったら一緒に憎まれ口を叩きながら（『クイズ世界はSHOW by ショーバイ!!』の特番での）司会をやりたかったのに、残念だ」、「ほしい男を亡くしたものだ」と弔辞を読み涙した。また、日曜19時枠で『クイズ・マネーイズマネー』の司会を務め、同番組が終了して、しばらく経った後、当時裏番組だった『クイズ!!ひらめきパスワード』で2代目司会者を務めた。『クイズ!!ひらめきパスワード』は、高校の後輩でもある当時MBSアナウンサーだった野村啓司から引き継いでいる。
演じる役の幅は、『不良番長』シリーズ等での超C調なキャラクターから『仁義なき戦い』の粗暴なヤクザ、『付き馬屋おえん』等での無口で職人肌の男までと幅広く、悪役・市民・刑事・看守・どの役でも圧倒的な存在感を見せていた。
司会を務めた『独占!男の時間』で、当時東京12チャンネルアナウンサーの小倉智昭を起用した。その後小倉は上層部と衝突しフリーアナウンサーへ転向するが、「山城さんとの出会いがなければ、今日ここに座っている事もなかった」と述懐している。
島田紳助とは同郷でもあり、かつて『新伍&紳助のあぶない話』で5年半共に司会を務め、バラエティ番組で共演するほど仲が良かったが、一時期関係が悪化した事があった。その後は2002年10月の『開運!なんでも鑑定団』で共演、関係は修復されていった。紳助は山城の訃報に接し「大先輩なのに、いつも『紳助ちゃん』と呼んでいただき、優しくしてもらいました」と惜しんでいる。『新伍&紳助のあぶない話』で岡江久美子がゲスト出演した際、『クイズ!!ひらめきパスワード』の事をネタにした事がある。
1992年1月に暴力団の組長の娘の結婚式で仲人を務めて、問題だとして集まった芸能レポーターに「父親がヤクザの娘は幸せになってはいけないのか？」と反論した。
2005年12月25日、『いつみても波瀾万丈』（日本テレビ系）に出演。糖尿病を患っていた事を告白。また、鶴田浩二、高倉健、若山富三郎、里見浩太朗、逸見政孝とのエピソードについて語った。糖尿病を患ってからは痩せ、テレビ番組の露出を控えていた。
2007年5月6日、朝日新聞日曜版で写真入りで近況が伝えられる。糖尿病はコントロールできているとの事で、容色もふっくらとし、現場復帰への意欲を述べていた。医師をしていた父も重度の糖尿病で亡くなったとの事で、糖尿病は「遺伝」だとコメントしていた。
2008年8月28日発売の『週刊文春』9月4日号で『「このまま消えてしまいたい」山城新伍直撃「老人ホーム」最後の日々を語る」』と題された記事において、同年6月に老人ホームに入居し老後を送っていると報じられた。そこでは
「芸能界に戻る気はない」、「引退した者やから何もしなくていい。このままひっそりとしたい」、「みんな自分の事を忘れている」、「娘には会いたい」と話し、糖尿病の悪化により車椅子での生活を余儀なくされ、老人性鬱病、認知症なども患っており、復帰は困難という状況だった。妻子に捨てられ（後述）老いと病気で衰えた姿を見られたくないと旧友の梅宮辰夫・松方弘樹らの見舞いの訪問を頑なに拒んだ。
2009年8月12日午後3時16分、東京都町田市の特別養護老人ホームで嚥下障害による肺炎で逝去。70歳没。戒名は「白慧院彰芸日安居士（びゃくえいんしょうげいにちあんこじ）」。白は代表作の「白馬童子」から取ったという。遺骨は京都市の金閣寺と妙満寺（顕本法華宗）に分骨して納骨される事となった。喪主は山城の代わりに医師になった実弟が務めた。
同年10月9日、梅宮辰夫、松方弘樹らが発起人となった「お別れの会」が都内のホテルで催され、長門裕之、菅原文太、中村玉緒、地井武男、和田アキ子、渡瀬恒彦、小林稔侍、赤木春恵、山本陽子、五月みどりら136人が出席し、故人を偲んだ。

## 人物

### 家族
父は開業医で、母は看護師。2000年に監督した映画『本日またまた休診なり』は山城が高校生の時に亡くなった父へ捧げた作品。弟も医師で、山城が老人ホームに入所してからは何回か見舞いに訪れ、山城の臨終を看取った。
元女優の花園ひろみは元夫人で、元女優の南夕花は長女。花園には車に同乗させて湖に突っ込み「結婚してくれないとこのまま死ぬ!」と結婚を迫ったほど深く愛し、それに自信を持っていた。花園とは結婚と離婚を2回ずつしており、2度目の離婚後もバラエティ番組で『再婚の可能性は?』と聞かれ「50%だね」と冗談めかして答えたことがある。また、南を溺愛し、自らの司会する『新伍のワガママ大百科』に起用したり舞台で共演し「俺の家族は山城教だ!」と語るなど家族の結束に強い自信を持っていたが、南は2度目の離婚後の2000年『婦人公論』2000年6月号のインタビューで山城に「あの人を父と呼びたくない、自分勝手で無神経なので」と宣言し、分籍した。
上記の経緯から『週刊文春』に老人ホーム入居の記事が掲載されて以降も訪問は無く、ホームに入居の際、町田市役所から花園と南に連絡したが「一切関わりたくない」と一蹴されたと報道されている。その話を聞いた山城は自身の葬儀に二人を呼ばないように要求したという。しかし一方で、生前週刊誌の取材で「娘には会いたいなぁ…」と話すなど、愛憎相半ばする想いを抱き続けていた。没後、山城の実弟や東映の同期俳優の曽根晴美らが葬儀・告別式への参列を呼びかけたが、これを拒絶。法要をはじめ、山城側の関係者との関りを一切絶っている。

### ファッション
バラエティ番組に出演する時の衣装は、1980年代はノーネクタイのシャツ、ジーンズにブルゾン、1980年代後半からは、黒のタートル又はカットソー、黒のパンツにダブルのジャケットを羽織って袖を捲るのが定番となっていた。
柳沢慎吾や上島竜兵がよくバラエティ番組で山城の物真似をしており、時折、衣装のポイントを語っていた。テレビ朝日系深夜番組「ナイナイナ」では「ファッション山城」として山城の服飾センスを検証する企画も放映された。また、1970年代後半から眼鏡やハーフトーンのサングラスを掛けるようになり、フレームは黒い細身のツーブリッジのティアドロップ型を好んで掛けていた。

### エピソード
学生時代、モテる男子を装うために女子トイレに忍び込み「渡辺君（山城新伍の本名）、かっこいい、好き」とトイレ個室の壁に書き込んだという。
東映に入ったばかりの頃、先輩俳優から「乗馬を覚えておけ。馬に乗れるようになれば、ウチ（東映京都）は時代劇（の映画）が多いから、どこかで使ってもらえるよ」と云われた。山城はその先輩のアドバイス通り乗馬を覚えたら、テレビドラマ『白馬童子』の主演話が舞い込んできたことを語っている。
芸能の歴史と部落差別問題について詳しく、著作もある。差別問題に詳しいのは、父親の医院が被差別部落や在日韓国・朝鮮人部落の中心にあったからという。
関西弁で物事をはっきりとテレビでも言う性格で知られているため、敵対する者も多く、以前『新伍のわがまま大好き』などでも共演していたやしきたかじんは「山城は嫌いや」と言って憚らなかった。山城はたかじんを評価しており、『たかじんnoばぁ〜』の出演を熱望したが、しばらく断られていた。後に共演するが、その後も「俺は好きになれん」と言われていた。また、『新五捕物帳』では初期のレギュラー出演者だったが、主演の杉良太郎を批判して自ら降板している。
東映の後輩で「どん兵衛」のCMで共演した川谷拓三は、山城と一時親交を深めていたが、その後は川谷から関係を絶ち、疎遠になった。山城の人物像については「自分勝手で、弱い人間の気持などわからない。二度と仕事をしたくない」とマスコミに明かしている。
ジャイアント馬場とはワイドショー番組『新伍のお待ちどおさま』やクイズバラエティ番組『クイズ世界はSHOW by ショーバイ!!』トーク番組『新伍&紳助のあぶない話』（1993年10月17日に馬場がゲスト出演）で共演して以来の盟友であり、プライベートでも親交が深かった。
梅宮辰夫は映画『不良番長』シリーズで共演して以来の盟友であり、プライベートでも親交が深かった。松方弘樹とも仲が良い。
早乙女愛は山城の愛人の一人だと噂され、その他にも山口美江から「山城に強要された」と語られた。プレイボーイぶりや女癖の悪さが仇となり妻・花園ひろみとの離婚・再婚・再離婚へと繋がっている。
阪神タイガースのファンであり、サンテレビのプロ野球中継『サンテレビボックス席』にゲストとして呼ばれた事もある。

## 出演作品

### テレビドラマ
- 風小僧（東映/NET） - 疾風之介、小六
- 白馬童子（東映/NET） - 主演葵太郎/白馬童子
- 白馬の剣士（東伸テレビ映画/KRT） - 主演・筑波蔵人（W主演）
- 風雲児半次郎（1964年 - 1965年、東伸テレビ映画/12CH） - 第四皇子青運院
- 山田風太郎忍法シリーズ 江戸忍法帖（1964年、国際放映 / 毎日放送） - 葵悠太郎
- 素浪人 月影兵庫（東映 / NET）
  - 第1シリーズ 第8話「宝の山が招いていた」（1965年） - 初五郎
  - 第2シリーズ 第14話「生まれた時から曲がっていた」（1967年） - 吉三
- 銭形平次（CX / 東映）
  - 第35話「大晦日に帰った男」（1966年） - 又三郎
  - 第87話「女郎蜘蛛」（1967年） - 吉蔵
  - 第250話「わらべ唄殺人事件」（1971年） - 次郎吉
  - 第321話「お島の死」（1972年） - 弥助
  - 第344話「人情豆狸横丁」（1972年） - 喜三郎
  - 第444話「妻は夫を労りつ」（1974年） - 野呂木万作
  - 第483話「親父はつらいよ」（1975年） - 留助
  - 第819話「若旦那万事休す」（1983年） - 与之助
- 新吾十番勝負（1967年、TBS / 松竹テレビ室）- 繁蔵（※渡辺安治名義）
- 風（1968年、TBS/松竹）第24話「野望の絵図」
- あひるヶ丘77（1968年 -1969年、フジテレビ / 東映）
- キイハンター  第64話「がい骨抱いて珍道中」（1969年、TBS / 東映）
- ブラックチェンバー 第11話「可愛い女と危険な女」（1969年、フジテレビ / 東映）
- フラワーアクション009ノ1 第4話「殺し屋はニューモードがお好き」（1969年、フジテレビ / 東映）- メキシカンな殺し屋
- プレイガールシリーズ（12ch / 東映）
  - プレイガール
    - 第28話「裸の女に手をかすな」 (1969年)
    - 第133話「嘘でくるために恋だけど」（1971年） - 三郎
    - 第148話「蝶々・新伍の"とめてくれるなおっ母さん"」（1972年） - 忠太郎
    - 第169話「欺す女にだまされて」（1972年） - 成田金太郎
    - 第188話「ギャングが女湯に入ってきた」（1972年） - 山中真吉
    - 第201話「ホテル密室裸女殺人事件」（1973年） - 矢崎登
    - 第203話「女番長対プレイガール」（1973年） - 城信太郎
    - 第241話「女は裸で七変化」（1973年） - 鬼頭善吉
    - 第258話「女は裸で一発勝負」（1979年） - 北上伍作
    - 第287話「男見るべからずプレイガール最後の決闘」（1974年） - 城山

  - プレイガールQ
    - 第7話「恐怖のフラメンコ」（1974年） - 唐木田俊吾
    - 第26話「女の奥の奥の手」（1975年） - 沖田信吉、須川邦男※二役
    - 第41話「放送300回記念・東京エマニエル夫人」（1975年） - 浪華大作
- 忍法かげろう斬り（1972年、KTV/東映）第20話「くノ一と大盗賊」 - 暗闇の源太
- 眠狂四郎（1972年 - 1973年、KTV/東映） - 金八
- 座頭市物語（1974年、CX）第8話「忘れじの花」
- Gメン'75（1975年、TBS・東映）第12話「漂流死体」
- 必殺必中仕事屋稼業 第9話「からくり勝負」（1975年、ABC / 松竹） - 古田玄蕃
- おはようさん（1975年 - 1976年、NHK総合） - 桐生一茂
- 影同心 （1975年、MBS / 東映）
  - 第23話「花嫁買って殺し節」 - 遠山景元
  - 第28話「わたしが愛した殺し節」 - 平七
- 影同心II（1975年 - 1976年、毎日放送） - 平七
- いごこち満点（1976年4月6日 - 同年9月28日、TBS / テレパック） - 野田新八
- 江戸特捜指令（1976年 - 1977年、毎日放送） - 夢介
- 気まぐれ天使 第14話「笑う門には……」（1977年、NTV・ユニオン映画）
- 伝七捕物帳 第147話「縁は異なもの」（1977年、NTV） - 幸太郎
- 敵か?味方か?3対3（1978年、ANB）
- 桃太郎侍 第99話「引越して来たスゴい奴」 - 第258話「さらば桃太郎」（1978年 - 1981年、NTV / 東映） - 蛙の田之助
- 柳生一族の陰謀（1978年、KTV / 東映） - 三条大納言実条
- 新五捕物帳（NTV・ユニオン映画） - おいてけ掘の安五郎
- 銀河テレビ小説「鳥獣の寺」（1979年4月30日 - 5月11日、NHK総合） - 山県警部
- 赤穂浪士（1979年、ANB / 東映） - 丸岡朴庵
- 松本清張の駆ける男（1980年、ANB / 松竹） - 刑事
- 陽気な逃亡（1980年、CX） - 花山五十次
- 日本悪妻に乾杯!（1981年、毎日放送） - 川端プロデューサー
- 闇を斬れ（1981年、KTV / 松竹） - 安斉
- 暁に斬る!（1982年10月〜1983年3月、KTV・ヴァンフィル） - 武藤半兵衛
- 新ハングマン（1983年、ABC） - チャンプ / 小出英樹 役
- 家族の晩餐（1984年、NTV） - 城戸恭介
- 京都マル秘指令 ザ新選組 （1984年、ABC / 松竹） - オープニングナレーション
- 迷宮課刑事おみやさん 第1話（1985年、ABC） - 田端（中塚）精次
- 土曜ワイド劇場（テレビ朝日）
  - 変装探偵（1981年 - 1982年） - 霞ヶ関兵馬
  - 針の誘い（1986年、ABC）
  - 京都西陣殺人事件（1988年、東映） - 狩矢警部
  - 癒しの事件簿・藤井若菜の犯罪被害者相談室（2007年3月31日） - 伊集院遊心
- Wの悲劇 京都資産家殺人事件（1986年、フジテレビ） - 中里右京
- 花王名人劇場「姥ざかり」（1986年 - 1988年、KTV） - 山本良一
- 金曜女のドラマスペシャル「小野小町殺人事件」（1986年、フジテレビ）
- ザ・ハングマンV 第9話「金塊に化けたヘソクリ200億を追え!」（1986年） - チャンプ / 小出英樹
- 妻たちの課外授業II（1986年 - 1987年、NTV） - 小西弘一
- 少年（1986年10月25日、NHK総合） - 山崎剛
- 必殺シリーズ（ABC / 松竹）
  - 新春仕事人スペシャル 必殺忠臣蔵（1987年正月） - 大石内蔵助
  - 必殺スペシャル・新春 せんりつ誘拐される、主水どうする? 江戸政界の黒幕と対決!純金のカラクリ座敷 （1992年正月） - 丑寅の辰
- 火曜サスペンス劇場（日本テレビ）
  - 窓（1987年） - 主演
  - 悪夢の五日間（1990年8月14日、トムソーヤ企画） - 主演
- ドラマ人間模様「婚約」（1987年、NHK総合）
- 付き馬屋おえん事件帳（TX） - 新五郎
- 徳川家康（1988年、TBS） - 織田信長
- ニュータウン仮分署（1988年、ANB・国際放映） - 滝田兼一
- 愛に燃える戦国の女（1988年、TBS） - 宇喜多直家
- ドラマ23「別れぬ理由」（1988年、TBS）
- 次郎長三国志（1991年、TX） - 黒駒の勝蔵
- 武田信玄（1991年、TBS） - 冷泉為和
- 半七捕物帳（1992年10月 - 1993年2月、NTV / ユニオン映画） - 鳥越の長次
- 風林火山（1992年、NTV） - 鬼小島弥太郎
- 月曜ドラマスペシャル（TBS）
  - 刑事ガンさんシリーズ（1992年 - 1995年、松竹）- 主演・草野岩平
  - 監察医 薮野善次郎 全10回（1996年 - 2003年）-  主演・薮野善次郎
- ドラマ新銀河（NHK総合）
  - 家族注意報!（1996年） - 藤原
- 古畑任三郎2nd season 第21回「魔術師の選択」（1996年、CX系） - 南大門昌男
- ゆずれない夜（1996年、KTV） - 大瀬健策
- 南町奉行事件帖 怒れ!求馬II（1999年、TBS / C.A.L）第2話「泣きぼくろの女」 - 喜之助
- 水戸黄門第28部（2000年、TBS / C.A.L）第29話「妻を裏切る夫の本心 広島」 - 秋月真之助
- ゲームの達人（2000年、NHK総合） - 医者
- 金曜エンタテイメント「京都祇園入り婿刑事事件簿7」（2000年、CX） - 伊坂誠一郎
- 女と愛とミステリー「監察医・篠宮葉月 死体は語る1」（2001年、TX） - 妹尾 役 ※友情出演

### 映画
- 新吾十番勝負 第二部（1959年、東映）
- 白馬童子 南蛮寺の決斗（1960年） - 主演
- 野火を斬る兄弟（1960年、東映）
- 旅鴉シリーズ（1961年、東映） - 主演
  - 気まぐれ鴉
  - 旅がらす花嫁勝負
- 赤い影法師（1961年、東映）
- 新諸国物語 黄金孔雀城シリーズ（1961年、東映） - 風の左文字 
  - 新黄金孔雀城 七人の騎士シリーズ（1961年、東映） - 虎丸
- 新選組血風録 近藤勇（1963年、東映） - 徳川慶喜
- 変幻紫頭巾（1963年、東映）
- 伊賀の影丸（1963年、東映） - 阿魔野邪鬼
- 十三人の刺客（1963年、東映） - 木賀小弥太
- 忍者狩り（1964年、東映） - 筧新蔵
- 関東流れ者（1965年、東映） - 鍛冶屋の源太
- 色ごと師春団治（1965年、東映） - 小春団治
- 明治侠客伝 三代目襲名（1965年、東映） - 立石三郎
- 懲役十八年（1967年、東映） - ボーイ＝三木
- 博奕打ち 一匹竜（1967年、東映） - でこ松
- 昭和残侠伝 血染の唐獅子（1967年、東映） - 一升舛の音吉
- 喜劇 競馬必勝法（1967年、東映）
- 人間魚雷 あゝ回天特別攻撃隊（1968年、東映）
- 極道（1968年、東映）
- 獄中の顔役（1968年、東映）
- あゝ予科練（1968年、東映）
- 怪談 蛇女（1968年、東映）
- 緋牡丹博徒シリーズ（東映）
  - 緋牡丹博徒（1968年）
  - 緋牡丹博徒 一宿一飯（1968年）
  - 緋牡丹博徒 お竜参上（1970年）
- 人生劇場 飛車角と吉良常（1968年、東映）
- 不良番長シリーズ（1969年 - 1972年、東映）
  - 不良番長 送り狼
  - 不良番長 どぶ鼠作戦
  - 不良番長 王手飛車
  - 不良番長 一攫千金
  - 不良番長 出たとこ勝負
  - 不良番長 暴走バギー団
  - 不良番長 口から出まかせ
  - 不良番長 やらずぶったくり
  - 不良番長 手八丁口八丁
  - 不良番長 突撃一番
  - 不良番長 のら犬機動隊
  - 不良番長 一網打尽
  - 不良番長 骨までしゃぶれ
  - 極道VS不良番長
- 謝国権「愛」より （秘）性と生活（1969年、東映）
- 現代やくざ 与太者の掟（1969年、東映）
- 旅に出た極道（1969年、東映）
- 新網走番外地 流人岬の血斗（1969年、東映）
- 組織暴力 兄弟盃（1969年、東映）
- 女親分 喧嘩渡世（1969年、東映）
- 関東テキヤ一家 天王寺の決斗（1970年、東映）
- 新宿の与太者（1970年、東映）
- 帝王シリーズ （1970 - 1972年、東映）
  - 夜遊びの帝王 （1970年、東映）
  - 女たらしの帝王 （1970年、東映）
  - 未亡人ごろしの帝王 （1971年、東映）
  - ポルノの帝王（1971年、東映）
  - ポルノの帝王 失神トルコ風呂（1972年、東映）
- 喜劇 ギャンブル必勝法（1970年、東映） - 初主演[3]
- すいばれ一家 男になりたい（1971年、東映） - 主演
- セックス喜劇 鼻血ブー（1971年、東映）
- 温泉芸者シリーズ（東映）
  - 温泉みみず芸者（1971年）
  - 温泉スッポン芸者（1972年）
  - 温泉おさな芸者（1973年）
  - 東京ふんどし芸者（1975年）
- 喜劇 トルコ風呂王将戦（1971年、東映） - 主演
- 女番長(スケバン)シリーズ（東映）
  - 女番長ブルース 牝蜂の逆襲（1971年）
  - 女番長ブルース 牝蜂の挑戦（1972年）
- ポルノギャンブル喜劇 大穴中穴へその穴（1972年、東映） - 主演
- 喜劇 セックス攻防戦（1972年、東映） - 主演
- 徳川セックス禁止令 色情大名（1972年）
- 銀蝶流れ者 牝猫博奕（1972年）
- 緋ぢりめん博徒（1972年）
- 昭和残侠伝 破れ傘（1972年）
- セックスドキュメント トルコの女王（1972年） - ナレーター
- 仁義なき戦いシリーズ（東映）
  - オリジナルシリーズ - 江田省一（江田省三）
    - 仁義なき戦い 広島死闘篇（1973年）
    - 仁義なき戦い 代理戦争（1973年）
    - 仁義なき戦い 頂上作戦（1974年）
    - 仁義なき戦い 完結篇（1974年）

  - 新仁義なき戦い（1974年）
  - その後の仁義なき戦い（1979年）
- 殺人拳シリーズ（1974年、東映）
  - 殺人拳2 - サウナの客 役
  - 逆襲! 殺人拳 - TV司会者 役
- 三代目襲名（1974年、東映）
- あゝ決戦航空隊（1974年、東映）
- 無宿（1974年、東宝）
- 直撃地獄拳 大逆転（1974年、東映）
- 怪猫トルコ風呂（1975年、東映）
- 仁義の墓場（1975年） - 田村卓司
- 県警対組織暴力（1975年、東映）
- 札幌・横浜・名古屋・雄琴・博多 トルコ渡り鳥 (1975年、東映) - ナレーション
- 喜劇 特出しヒモ天国（1975年、東映）
- 資金源強奪（1975年、東映）
- 暴力金脈（1975年、東映）
- 極道社長（1975年、東映）
- 五月みどりのかまきり夫人の告白（1975年、東映）
- トラック野郎シリーズ（東映）
  - トラック野郎・爆走一番星（1975年）
  - トラック野郎・故郷特急便（1979年）
- テキヤの石松（1976年、東映）
- 瀬戸はよいとこ 花嫁観光船（1976年、松竹） ※フリー第一作[5]
- 歌麿 夢と知りせば（1977年、太陽社）
- 雲霧仁左衛門（1978年）- 岡田勘之助
- ミスターどん兵衛（1980年、東映） - 制作・監督・主演
- 俗物図鑑（1982年） - 片桐孝太郎
- コータローまかりとおる!（1984年）
- キネマの天地（1986年、松竹）
- ハチ公物語（1987年、松竹）
- 塀の中の懲りない面々（1987年、松竹）
  - 塀の中のプレイボール（1987年、松竹）
- スウィートホーム（1989年、東宝）
- 文学賞殺人事件 大いなる助走（1989年、東映クラシックフィルム）
- せんせい（1989年、松竹）監督
- 首領になった男（1991年、東映）- 長沢一夫
- 遠き落日（1992年、松竹）
- 首領を殺った男（1994年、東映）- ガラスの兎のオーナー
- 岸和田少年愚連隊（1996年、松竹）
- さすらいのトラブルバスター（1996年、松竹）
- サラリーマン金太郎（1999年、東宝）- 谷岡清四郎
- 本日またまた休診なり（2000年、松竹）
- 新・仁義の墓場（2002年、大映） - 新宿 沢田一家総長 沢田忍
- 晴れたらポップなボクの生活（2006年）
- 暗黒街の帝王 カポネと呼ばれた男（2008年、GPミュージアム） - 丹波組組長 丹波

### Vシネマ
- 九州マフィア外伝（2001年）- 医師
- 梁山泊 ファミリー（2003年）- 主演・梁山泊会長 松波
- 新・日本の首領 （2004年）- 民自党通産省政務次官 城戸泰邦
- 首領の野望（2008年）全2作 - 真侠会総長

### テレビアニメ
- ルパン対ホームズ（1981年、フジテレビ） - シャーロック・ホームズ

### 劇場アニメ
- 浮浪雲（1982年、東映動画） - 浮浪雲[31]

### 吹き替え
- 刑事コジャック（TBS、リッキー・ダリー刑事〈シルヴェスター・スタローン〉）
- 刑事コロンボ ルーサン警部の犯罪（NHK総合、ウォード・ファウラー〈ウィリアム・シャトナー〉）
- マッコイと野郎ども（NHK総合、マッコイ〈トニー・カーティス〉）

### ラジオ
- 歌謡大行進（1976年4月 - 1976年9月、文化放送） - 木之内みどりと共演
- 山城新伍の青春手帖（文化放送）
- 吉田照美のやる気MANMAN!（文化放送）- マイクサイドボクシング 俺に言わせろ！ 火曜日レギュラー
- あおぞらワイド（1976年4月  - 1978年3月、ニッポン放送）
- 山城新伍の新伍一番勝負（1981年 - 1987年、ニッポン放送・NRN系列）

### 出演番組

#### 司会
- 独占!男の時間（1975年4月5日 - 1977年3月26日、東京12チャンネル、現・テレビ東京）
- 新伍とんでけ捕物帳（1977年10月2日 - 12月25日、MBS）- 主演
- それいけ!新伍迷探偵（1978年1月8日 - 3月26日、MBS）- 主演
- 笑アップ歌謡大作戦 → ザ・笑アップ → 新伍の笑エティ教室（1978年10月1日 - 1983年9月27日、テレビ朝日）
- 金曜娯楽館（1979年7月6日 - 1980年9月26日、日本テレビ）- 司会
- 火曜洋画劇場（1979年10月9日 - 2002年3月26日、サンテレビ）- 司会・映画評論
- アイ・アイゲーム（1979年10月14日 - 1985年9月29日、フジテレビ）- 司会
- 木曜洋画劇場（1981年4月2日 - 1982年2月25日、テレビ東京）- 司会・映画評論
- クイズ!ベストカップル（1981年10月2日 - 1982年10月8日、フジテレビ）- 司会
- クイズ天国と地獄（1982年10月4日 - 1985年9月26日、TBS）- 司会
- 何かとワイド面白地球（1983年11月1日 - 1984年9月25日、テレビ朝日）- 司会
- 新伍と乙女の今夜もキュン!!（1984年10月18日 - 1985年3月21日、テレビ朝日）- 司会
- 夜はドキドキ!!（1985年4月6日 - 12月21日、KTV）- 司会
- 新伍のお待ちどおさま（1985年11月4日 - 1990年3月30日、TBS）- 司会
- クイズ・マネーイズマネー（1986年7月6日 - 1987年9月20日、読売テレビ）- 司会
- 新伍のわがまま大好き（1987年4月7日 - 9月22日、ABC）- 司会
- 山城新伍のワンスあぽなTIME（ABC）- 司会
- カッ飛び!花マル塾（1990年3月6日 - 7月31日、テレビ朝日）- 司会
- 新伍&紳助のあぶない話（1990年10月7日 - 1996年6月30日、KTV）- 司会
- クイズ!!ひらめきパスワード（1991年1月3日 - 1992年3月29日、MBS）- 司会（2代目）
- 新伍Niタッチ!（1991年4月7日 - 1992年9月27日、MBS）- 司会
- 新伍のワガママ大百科（1992年10月3日 - 1993年6月26日、MBS）- 司会
- レインボー（1992年10月5日 - 1993年10月1日、MBS）- 金曜司会
- ビートたけしのTVタックル（1994年9月12日、テレビ朝日）- バイク事故で休養していたビートたけしの代理司会
- YAMASHIRO桃源郷（1994年10月 - 1995年9月、読売テレビ）- 司会

#### レギュラー
- 金曜10時!うわさのチャンネル!!（1977年4月〜1978年、日本テレビ）- 三日月刑事役
- クイズ世界はSHOW by ショーバイ!!（日本テレビ、通常放送では解答者・特番では司会、1993年に逸見政孝の代理司会）
  - 新装開店!SHOW by ショーバイ!!
  - 新装開店!SHOW by ショーバイ2
- EXテレビ（1990 - 1994年 よみうりテレビ）
- 世界とんでも!?ヒストリー（1993年 テレビ朝日、解答者）
- クイズ どんなMONだい?!（日本テレビ、解答者）
- 三枝の愛ラブ!爆笑クリニック（関西テレビ、パネラー）
- 壮絶バトル花の芸能界 男と女!!（日本テレビ、パネラー）
- ろみひー（中京テレビ、1999年）
- 世界まるごとHOWマッチ（MBS、ゲスト解答者）
- 東京金歯（BSフジ、審査員）
- 全員出動おじゃましま〜す!（テレビ朝日）
- クイズ赤恥青恥（テレビ東京）

### CM
- 日清食品 「どん兵衛」（1976年 - 1990年頃） - 川谷拓三と共演
- 小西六（現コニカミノルタ） 「A-com1(愛情コニカ)」 - 花園ひろみと共演
- コイズミ 「学習机」（1983年）
- サトウ製薬 「ユンケル黄帝液」、「ストナ」
- フマキラー 「ベープ蚊取りマット」
- 原ヘルス工業 「バブルスター」 - 千葉真一、梅宮辰夫、松方弘樹、北大路欣也と共演
- サッポロビール 「サッポロ生黒ラベル」[32]
- マツダ
  - 「タイタン」（初代）
  - 「ボンゴ」（2代目）[33]
  - 「ボンゴブローニィ」（1983年）

## 演出

### 映画
- ミスターどん兵衛（1980年、東映）
- 女猫（1983年、にっかつ）
- 双子座の女（1984年、にっかつ）
- せんせい（1989年、松竹）
- やくざ道入門（1994年、松竹）
- 本日またまた休診なり（2000年、松竹）
- 週刊バビロン（2000年、東映）

### ドラマ
- 新大江戸捜査網 （1984年、TX系、第14話「浮草慕情おんな節」）
- 土曜ワイド劇場（ANB）
  - 若き未亡人の推理旅行　若狭路レイプ殺人の謎！好奇心があばいた不倫妻の濡れたアリバイ（1989年）
  - 銀座クラブママ殺人事件（1991年）
  - 熱海芸者連続殺人事件！未亡人探偵（1992）
- 大江戸捜査網 （1990年、TX系、平成第1シリーズ第18話「吉原恋模様 居残り新十郎」）
- 火曜ミステリー劇場　切り裂かれた花嫁衣裳！隅田川に追いつめられた父娘!!留守番電話に殺人予告が？（1991年、ANB）
- 付き馬屋おえん事件帳 （1995年、TX系、第3シリーズ第6話「忘八地獄」）※脚本も担当。

### Vシネマ
- 殺しのメロディ（東映ビデオ）
- 江戸むらさき特急（アミューズ）
- 梁山泊 ファミリー（ラスカル）
- 六本木の帝王カポネ（ラスカル）
- フレンズ（ラスカル）

## ディスコグラフィ
シングル
| タイトル B/W・C/W             | 作詞         | 作曲         | 編曲     | その他                 | 発売年 | レーベル             | 備考                    |
| 山城新伍の あ〜ボチャンとね!! | 河村シゲル   | 市川昭介     | 小杉仁三 |                        |        | ユニオンレコード     | 「独占!男の時間」挿入歌 |
| ほろほろ鳥                    | 阿久悠       | 井上忠夫     | 小谷充   |                        |        | ユニオンレコード     |                         |
| キャンパスチョメ、チョメ      | たかみさなえ | たかみさなえ | 伊豆一彦 | withメルヘン・ギャルズ |        | ラジオシティレコード |                         |

## 著作
- 『白馬童子よ何処へ行く 独占男の時間』（八曜社、1976年）
- 『映画通のタネ本』（青春出版社プレイブックス、1979年10月）
- 『軟派の硬意地 ― 芸能界、裁くのは俺だ 裁かれるのも俺だ』（実業之日本社、1983年11月）
- 『山城新伍の「知りすぎてしまった男」』（はまの出版、1986年10月）
- 『新伍のぶっつけ本番』（ふたば書房、1988年6月）
- 『新伍のハーフタイム』（ビクター音楽産業・ビクターブックス、1989年）
- 『一言いうたろか ― 新伍の日本映画大改造』（廣済堂出版、1993年10月）
- 『かなり好きです ― 珍ヒューマニズム宣言』（青春出版社 青春ブックス、1994年5月）新書判
- 『現代・河原乞食考 ― 役者の世界って何やねん?』（解放出版社、1997年8月）
- 『おこりんぼ さびしんぼ ― 若山富三郎・勝新太郎 無頼控』（幻冬舎、1998年6月／廣済堂文庫、2008年9月、吉田豪解説）
- 『わがまま筆まかせ』（中央公論新社、1999年8月）

## 受賞歴
- 第4回 日本ジュエリーベストドレッサー賞男性部門（1993年）